# Модель І-Змін
Модель І-Змін (англ. I-Change Model, Integrated Model for explaining motivational and behavioral change - інтегрована модель для пояснення змін в мотивації та поведінці, успадкована від моделі Позиція - Соціальний вплив - Самоефективність.